# Nobeoka laevis
Nobeoka laevis is een hooiwagen uit de familie Epedanidae.